# Deutsche Operation des NKWD
Als Deutsche Operation des NKWD wird eine Aktion zur Verhaftung und Ermordung von Deutschen und deutschstämmigen Bürgern der Sowjetunion durch das Volkskommissariat für Innere Angelegenheiten (NKWD) in der stalinistischen Sowjetunion bezeichnet. Die Deutsche Operation war die erste NKWD-Aktion im Rahmen der sogenannten „nationalen Operationen“ während der Zeit des Großen Terrors 1937/38. Betroffen von dieser Säuberungswelle waren zunächst Ausländer deutscher Herkunft sowie Politemigranten aus Deutschland und Österreich. Es traf auch deutsche und österreichische Staatsbürger (Reichsdeutsche) und Staatenlose (Deutsche ohne Pass), die sich aus unterschiedlichen Gründen in der Sowjetunion aufhielten. Die staatlichen Repressionsmaßnahmen wurden auf der Grundlage des operativen NKWD-Befehls Nr. 00439 vom 25. Juli 1937 durchgeführt. Dieser Geheimbefehl hatte den offiziellen Titel: „Operation zur Ergreifung von Repressivmaßnahmen an deutschen Staatsangehörigen, die der Spionage gegen die UdSSR verdächtig sind“.

## Grundlagen für die Repressionsmaßnahmen
Grundlage für die Verfolgung und Verurteilung im Zuge der „Deutschen Operation“ bildete der berüchtigte Artikel 58 des Strafgesetzbuches der RSFSR, der 14 Paragraphen für die Verfolgung von Feinden der Sowjetmacht enthielt. In vielen Fällen geschah jedoch die Verurteilung nicht durch „ordentliche“ Gerichte der Justiz, sondern durch sogenannte Dwoikas beziehungsweise Troikas, Militärtribunale, Sonderkommissionen oder die sogenannte Sonderberatung (OSO; russ. Abk. für Ossoboe Sowestschanie) des NKWD, die alle befugt waren, außergerichtliche Urteile zu fällen und administrative Strafen von der Verbannung bis zur Todesstrafe zu verhängen. Der ursprünglich auf die Zielgruppe der Auslandsdeutschen in der Sowjetunion begrenzte Befehl wurde wenig später auch auf Sowjetdeutsche ausgedehnt; maßgebend war nunmehr allein die Nationalität. Streng genommen ist im Verlauf der Aktion zu unterscheiden zwischen einer Deutschen Operation im engeren (gegen deutsche Staatsangehörige) und im erweiterten Sinne (gegen Deutsche im Sinne der Nationalität bzw. der Volkszugehörigkeit – Sowjetdeutsche und Deutschstämmige). Dabei war allerdings der Übergang von der ersten zur zweiten Phase fließend. Wie alle nationalen Operationen wurde auch die Deutsche Operation mehrmals verlängert – im Januar 1938 bis zum Mai, im Mai bis zum 1. August 1938.
Mit Beschluss des Politbüros vom 16. November 1938 wurde die Tätigkeit der „außergerichtlichen Organe“ eingestellt, womit die „Große Säuberung“ offiziell für beendet erklärt wurde (gleichzeitig mit dem „Rücktritt“ von Nikolai Jeschow als Volkskommissar für Inneres). In Wirklichkeit wurden bis zum Jahresende 1938 in den Sonderlagern des Gulag nach wie vor Todesurteile auch an Deutschen verhängt und vollzogen.

## Auszug aus dem NKWD-Befehl Nr. 00439
„Durch Agentur- und Untersuchungsmaterialien der letzten Zeit ist bewiesen, dass der deutsche Generalstab und die Gestapo in breitem Umfang Spionage- und Diversionstätigkeit in den wichtigsten Industriebetrieben, in erster Linie in der Verteidigungsindustrie, organisiert und sich zu diesem Ziel der dort eingenisteten Kader, die deutsche Staatsbürger sind, bedient. Die aus deutschen Staatsbürgern bestehende Agentur hat bereits Schädlings- und Diversionsakte durchgeführt und richtet ihre Hauptaufmerksamkeit auf die Organisation von Diversionshandlungen für die Periode des Krieges und bereitet zu diesem Ziel Diversantenkader vor.“

## Ziele und Zielgruppen
Die vorrangige Aufgabe der Deutschen Operation bestand in der Säuberung der Rüstungswirtschaft und des Transportwesens von politisch „unzuverlässigen Elementen“. Josef Stalin und die sowjetische Staatsführung rechneten um 1937/38 mit einem baldigen Krieg gegen Deutschland, weshalb Deutsche in der Sowjetunion potenziell als „Fünfte Kolonne“ Hitlerdeutschlands und somit als innere Feinde angesehen wurden. (Das diente zu Kriegsbeginn auch zur Begründung für die Deportation der Wolgadeutschen und der Auflösung der Wolgadeutschen ASSR.) Deutsche – wie auch andere Bürger potenzieller Feindstaaten – wurden vom NKWD als verkappte Feinde und Spione betrachtet, die sich in das Land eingeschlichen und an strategisch wichtigen Stellen der Wirtschaft und Verwaltung „eingenistet“ hätten. Sie verrichteten fortlaufend ihre „Schädlingstätigkeit“ (russ. Wreditelstwo), weswegen es zu wirtschaftlichen Pannen und Misserfolgen komme. Die Deutsche Operation sollte ihrem Einsatz im Kriegsfall als Spione, Schädlinge, Saboteure und Diversanten präventiv zuvorkommen.
Demgemäß richtete sich der Staatsterror dieser Operation zuerst gegen deutsche und österreichische Staatsbürger, die in den 1920er Jahren bis Mitte der 1930er Jahre aus unterschiedlichen Motiven in die Sowjetunion übergesiedelt waren. Zeitweise hielten sich um 15.000 deutsche Wirtschaftsemigranten in der Sowjetunion auf, wovon ein Großteil nach Abebben der Weltwirtschaftskrise Mitte der 1930er Jahre ins Deutsche Reich zurückkehrte. Ein kleinerer Teil blieb im „Heimatland der Werktätigen“. (Seit 1933 gab es aufgrund der politischen Verfolgungen einen erneuten Zustrom von Emigranten aus Nazi-Deutschland und ab 1934 auch aus Österreich.) Die meisten davon waren politische Emigranten der KPD und der KPÖ, Funktionäre oder Mitarbeiter der Komintern. Anfang 1936 waren es ca. 4.600 im gesamten Land. Dazu kamen auch noch ein paar Tausend Fachkräfte, die früher in Deutschland als Vertragsarbeiter für die forcierte Industrialisierung der Sowjetunion angeworben worden waren. Ungeachtet der Tatsache, dass es sich hierbei um überzeugte Kommunisten und der Sowjetunion wohlwollend oder zumindest neutral gegenüberstehende Spezialisten (vor allem Bergleute, Facharbeiter, Maschinenbauer, Techniker, Ingenieure, Architekten, Ärzte und Wissenschaftler) handelte, waren sie nunmehr staatlichen Repressionen ausgesetzt. Dies betraf neben Deutschen auch Österreicher (z. B. ehemalige Schutzbündler) – ein großer nationaler Unterschied wurde dabei nicht gemacht (speziell nach dem Anschluss Österreichs im März 1938).
Obwohl im Text des NKWD-Befehls Nr. 00439 davon nicht die Rede ist, wurde die Säuberungsaktion im Verlauf der Operation auf die große inländische Bevölkerungsgruppe der nationalen Minderheit der Russlanddeutschen (Sowjetbürger deutscher Nationalität) ausgeweitet, ohne dass ein spezieller Befehl hierzu erlassen wurde. Der Ausweitung auf alle Deutschen in der Sowjetunion fiel binnen eines Jahres eine weit größere Zahl von Menschen zum Opfer als der ursprünglich geplanten (begrenzten) Aktion gegen deutsche Staatsangehörige in der Sowjetunion. Das erklärt sich aus der Größe der betroffenen Zielgruppen. Während die Zahl der Auslandsdeutschen im Jahr 1937 schätzungsweise unter 10.000 lag, hatte allein die Autonome Sozialistische Sowjetrepublik der Wolgadeutschen (ASSRdWG) fast 400.000 Einwohner deutscher Nationalität. Dazu kamen noch Bewohner deutscher Siedlungsgebiete und Kolonien in der Ukraine, im Uralgebiet und in Westsibirien, die im Zuge der Operation ebenfalls nach ethnischen Kriterien gesäubert wurden. Das betraf insbesondere ihre Eliten und Führungskader aus dem Partei- und Staatsapparat, die sogenannten Nomenklaturkader, aber auch die Religionsgemeinschaften der Mennoniten und Baptisten, die in der russlanddeutschen Bevölkerung seit den Zeiten von Katharina II. stark verankert waren.

## Verlauf und Bilanz

### Chronologie
Am 20. Juli 1937 kam es im Kreml zu einem kurzen Treffen von Wjatscheslaw Molotow (damals Vorsitzender des Rates der Volkskommissare; d. h. Regierungschef) und Nikolai Jeschow mit Josef Stalin (Generalsekretär der KPdSU). Anschließend traf sich der gleiche Personenkreis in einer Sitzung des Politbüros wieder. In deren Verlauf machte Stalin den Vorschlag, alle Deutschen, die in der Rüstungs- und Chemieindustrie tätig waren, durch das NKWD verhaften zu lassen. Mit der Ausarbeitung des Befehls zur Deutschen Operation wurde Jeschow beauftragt. Bereits Tage nach dem Treffen im Kreml, am 25. Juli 1937, lag der geheime NKWD-Befehl Nr. 00439 vor. Zur abschließenden Beratung wurde als Vertreter von staatlichen Stellen Alexander Gorkin, Sekretär des Präsidiums des Zentralexekutivkomitees, später Sekretär des Präsidiums des Obersten Sowjets der UdSSR, hinzugezogen (derselbe, der im August 1941 Mitunterzeichner des Erlasses zur Deportation der Bevölkerung der Republik der Wolgadeutschen sein sollte).
Im Befehl vom 25. Juli hieß es schließlich, dass der genannte Personenkreis in der gesamten Verteidigungsindustrie und im Transportwesen zu verhaften sei und „besonders sorgfältige“ Untersuchungen durch das Militärkollegium des Obersten Gerichts oder die Sonderberatung (OSO) des NKWD eingeleitet werden sollten. Die Verhaftungen sollten bis zum 29. Juli 1937 erfolgen. Kurz nachdem der Befehl telegraphisch an die untergeordneten NKWD-Dienststellen übermittelt worden war, lief die Operation am Abend des 30. Juli an. Erste Verhaftungen folgten unmittelbar darauf. Am 6. August 1937 meldet Jeschow an Stalin, dass 19 „Spionagenester“ ausgehoben worden seien. Ende August 1937 waren 472 deutsche Staatsbürger verhaftet, davon 130 in Moskau und der Moskauer Region. Einige Zahlen der Verhafteten außerhalb der Hauptstadt: Leningrad und Leningrader Gebiet – 79, Ukrainische SSR – 106, Asow-Schwarzmeer-Region – 54, Swerdlowsk – 26, und in anderen Gebieten der UdSSR – 77. Betroffen von dieser ersten Verhaftungswelle waren hauptsächlich die großen städtischen Zentren wie Moskau und Leningrad, da sich dort der Hauptteil der Auslandsdeutschen aufhielt. Darüber hinaus fand die Säuberungsaktion auch in den wichtigen Industriegebieten der UdSSR wie im Donbass (Ukraine) und im Uralgebiet statt. Hier, in den neuen in den 1930er Jahren entstandenen Zentren der sowjetischen Montan- und Rüstungsindustrie, war ein Großteil der deutschen Fachkräfte beschäftigt und somit erklärtermaßen potenzielle Spione, Schädlinge und Diversanten.
Die Anklage und Verurteilung der Beschuldigten geschah zumeist wegen konterrevolutionärer (häufig zusätzlich: trotzkistischer, terroristischer) Tätigkeit (§ 58.1), Spionage (§ 58.6), wirtschaftlicher Konterrevolution, Schädlingstätigkeit oder Diversion (§ 58.7), Sabotage (§ 58.14), Bildung von antisowjetischen Organisationen (§ 58.11) – wie einer angeblich existierenden Hitler-Jugend-Organisation in Moskau – oder schlicht wegen antisowjetischer Agitation (§ 58.10). Antisowjetische Agitation (ASA) war besonders dehnbar und seitens der staatlichen Organe weit auslegbar. Einen speziellen Fall von Vaterlandsverrat und Spionage stellte die Verbindungsaufnahme von Sowjetbürgern (auch deutscher Exilanten) zu ausländischen Botschaften dar. Das galt erst recht, nachdem der NKWD-Befehl Nr. 00698 vom 28. Oktober 1937 die Handhabe zur Verurteilung wegen Verbindungen zu den Botschaften von Deutschland, Japan, Italien und Polen bot. Zu berücksichtigen ist dabei, dass solch fiktive Anklagepunkte in den meisten Fällen gemäß den Vorgaben (Quoten) der NKWD-Zentrale konstruiert, variantenreich kombiniert und nicht näher konkretisiert wurden.
Hinzu kam seitens des NKWD der Einfachheit halber noch der Gebrauch von sogenannten Buchstaben-Paragraphen, die, wiewohl sie im sowjetischen Strafgesetzbuch nicht zu finden waren, für eine Verurteilung durch die „außergerichtlichen Organe“ ausreichten. Solche Buchstaben-Paragraphen waren beispielsweise ASA (Antisowjetische Agitation), NSch (russ. Abk. für unbewiesene Spionage) oder TschS (d. h. Familienmitglied). Letzterer wurde auf Familienangehörige der Beschuldigten in Form von Sippenhaft angewandt. Für die „ordentliche“ strafrechtliche Verfolgung von Familienangehörigen der „Volksfeinde“ und „Verräter des Vaterlandes“ gab es aber schon ab 20. Juli 1934 einen entsprechenden Passus im Artikel 58 (§ 58.1c). Aufgrund all dessen sind nicht nur die Beschuldigten in den Strudel der Säuberungswelle der Deutschen Operation geraten, sondern auch ihre Ehepartner, Kinder, Verwandte und sogar ferne Bekannte. Bei den Untersuchungsverfahren wurde eine Kollektiv- und Kontaktschuld (d. h. Mitwisserschaft und Mitbeteiligung) unterstellt; und das war ausreichend für die Verhängung von drakonischen Strafen bis zur Erschießung. Ein besonders düsteres Kapitel im Zuge der Operation stellen die Hunderte Fälle der Ausweisung von deutschen Hitlergegnern ins nationalsozialistische Deutschland dar. Nach Angaben der deutschen Botschaft in Moskau wurden im Zeitraum von 1937 bis 1938 etwa 620 Deutsche aus der UdSSR ausgewiesen. Die vom NKWD verhafteten und zur Ausweisung verurteilten Personen gerieten daraufhin in die Fänge der Gestapo und in deutsche Konzentrationslager. Ein exemplarischer Fall hierfür ist das Schicksal von Margarete Buber-Neumann, die im Zuge der Operation verhaftet wurde und in den Gulag geriet. Nach dem Abschluss des Hitler-Stalin-Paktes wurde sie 1940 an Nazideutschland ausgeliefert.

### Umfang
Den Umfang der Massenverhaftungen von deutschen Kommunisten verdeutlicht ein streng vertraulicher Bericht des KPD-Funktionärs Paul Jäkel (1890–1943) an das Zentralkomitee der KPD vom 29. April 1938. Aus dem Bericht:

„So wurden bis zum April 1938 bei der Deutschen Vertretung beim EKKI 842 verhaftete Deutsche gemeldet. Das sind aber nur solche Verhaftete, die bei der Deutschen Vertretung beim EKKI registriert sind. Die wirkliche Zahl der verhafteten Deutschen ist natürlich höher. Von Oktober 1937 bis Ende März 1938 betrug die Zahl der Verhafteten 470. Allein im Monat März 1938 wurden rund 100 verhaftet. Am 9. März 1938 wurden aus dem Politemigrantenheim in Moskau 13, am 11. März 17 und am 12. März 12 Politemigranten verhaftet. Am 23. März wurden die letzten vier männlichen Politemigranten [PE] aus dem PE-Heim verhaftet. […] In der Provinz, z.B. in Engels, ist kein einziger deutscher Genosse mehr in Freiheit. In Leningrad betrug die Gruppe deutscher Parteigenossen Anfang 1937 rund 103 Genossen, im Februar 1938 waren es nur noch 12 Genossen. […] Man kann sagen, daß über 70 % der Mitglieder der KPD verhaftet sind. Wenn die Verhaftungen in dem Umfang wie im Monat März ihren Fortgang nehmen, so bleibt in drei Monaten kein einziges deutsches Parteimitglied mehr übrig. Von den 847 Verhafteten sind 8 Genossen wieder aus der Haft entlassen worden.“

Eine gesonderte Bilanz für die erste Phase (gegen deutsche Ausländer) der Deutschen Operation für alle Regionen der UdSSR wird schwerlich zu erbringen sein, da sie fließend in die zweite Phase überging. Die Opferzahlen der gesamten Deutschen Operation sind nach der „Polnischen Operation“ die zweithöchsten aller nationalen Operationen des NKWD. Die Quote von Repressierten dieser Gruppe ist sehr hoch gewesen, was an der großen Zahl von Todesurteilen, Haftstrafen und Verbannungen deutlich wird.
Bilanz der Deutschen Operation nach deren Abschluss 1938:
- 55.005 Verurteilungen
- 41.898 Erschießungen
- 13.107 Haftstrafen zwischen fünf und zehn Jahren (das heißt Zwangsarbeit im Gulag)

## Einige bekannte Opfer

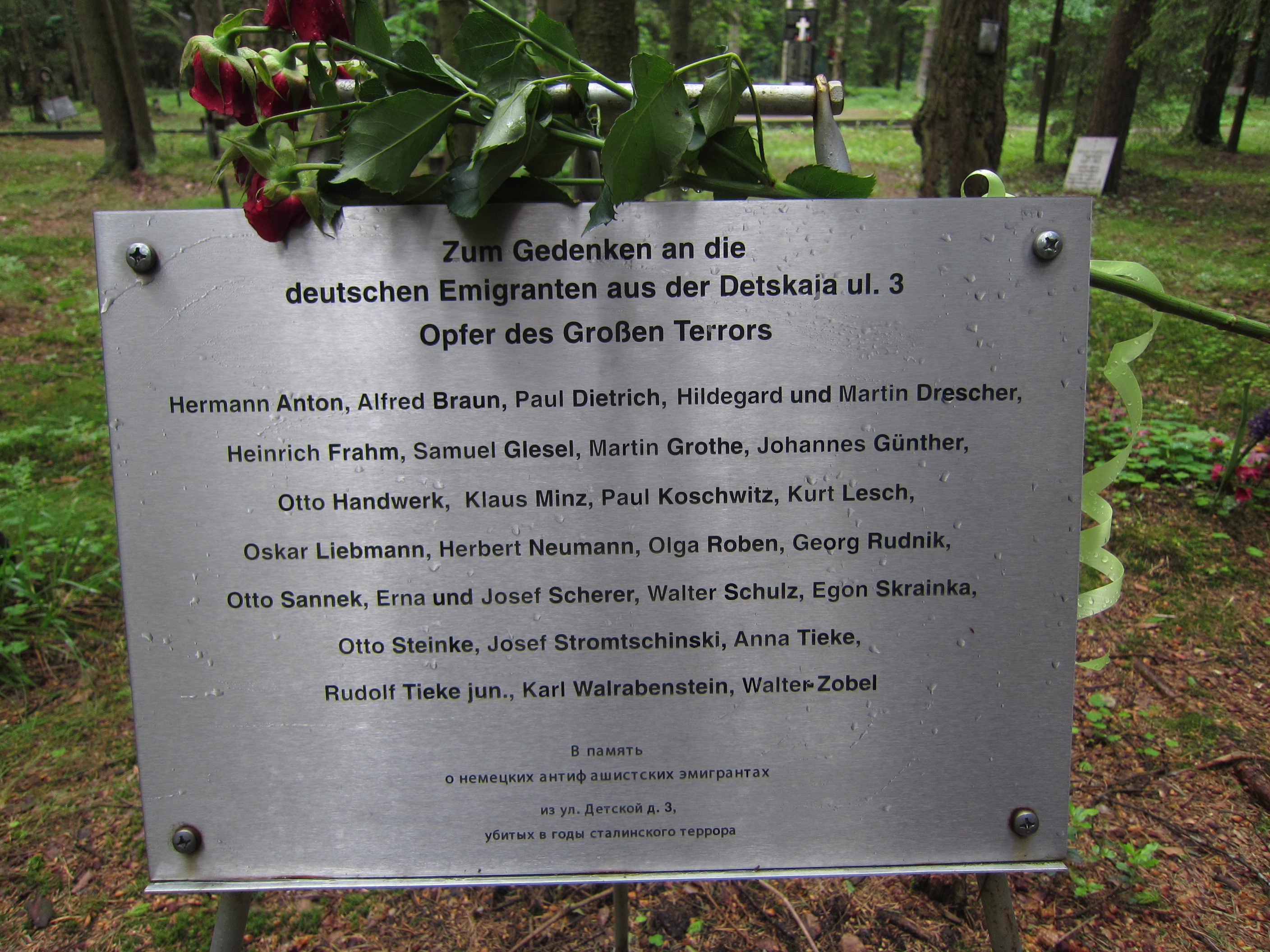
Gedenktafel in Lewaschowo für die deutschen Emigranten des Hauses Detskaja Uliza 3 in Leningrad, Opfer stalinistischen Terrors (2015)

Stellvertretend für die Zahl von Tausenden Opfern hier nur einige bekannte Namen. Umfangreichere, jedoch immer noch unvollständige Listen von deutschen Opfern sind bei Hedeler/Münz-Koenen und Plener/Mussienko zu finden. Letztere Publikation nennt 567 Namen von Deutschen beziehungsweise Deutschstämmigen in der Sowjetunion, die erschossen, zu Lagerhaft verurteilt oder ausgewiesen wurden. Eine weitere Quelle ist das Verzeichnis Die Opfer der Deutschen Operation der Moskauer Gebietsverwaltung des NKWD im Buch von Alexander Vatlin, welches über 700 Opfer in Moskau und im Moskauer Gebiet auflistet. Die Namen und Angaben zu den Personen aus diesem Verzeichnis wurden von Wilhelm Mensing überarbeitet und ergänzt. Die meisten der Todesopfer sind entweder auf dem Moskauer Donskoi-Friedhof, in Butowo oder in Lewaschowo bei Leningrad hingerichtet worden.
- Alfred Abramowski (1913–1949)
- Fritz Abramowski (1887–1938)
- Valentina Adler (1898–1942)
- Kurt Ahrend (1908–1938)
- Fritz Beek (1900–1942)
- Otto Beil (1895–1937)
- Erich Birkenhauer (1903–1941)
- Adolf Boss (1903–1942)
- Gertrud Braun (1907–1976)
- Wolf Bronner (1876–1939)
- Margarete Buber-Neumann (1901–1989)
- Willi Budich (1890–1938)
- Karl Robert Bühren (1888–1938)
- August Creutzburg (1892–1941)
- Helmut Damerius (1905–1985)
- Berta Daniel (1896–1981)
- Richard Daniel (1891–1942)
- Hans Walter David (1893–1942)
- Paul Dietrich (1889–1937)
- Walter Dittbender (1891–1939)
- Walter Domke (1901–1938)
- Hans Drach (1914–1941)
- Wolfgang Duncker (1909–1942)
- Hugo Eberlein (1887–1941)
- Ludwig Ebner (1894–?)
- Christian Endter (1891–?)
- Heinz Epe (1910–1942)
- Waldemar Faber (1891–1938)
- Anna Fehler (1905–1959)
- Leo Flieg (1893–1939)
- Leo Friedlaender (1895–1937)
- Max Fuchs (1904–1937)
- Samuel Glesel (1910–1937)
- Marta Globig (1901–1991)
- Gregor Gog (1891–1945)
- Artur Golke (1886–1938)
- Alexander Granach (1890–1945)
- Roberta Gropper (1897–1993)
- Martin Grothe (1896–1937)
- Franziska Günther (1900–1986)
- Hans Günther (1899–1938)
- Walter Haenisch (1906–1938)
- Karl Hager (1882–1957)
- Paul Hager (1912–1942)
- Felix Halle (1884–1937)
- Otto Handwerg (1905–1937)
- Willy Harzheim (1904–1937)
- Marie Hasselbring (1906–1988)
- Hans Hauska (1901–1965)
- Hans Hausladen (1901–1938)
- Hans Hellmann (1903–1938)
- Werner Daniel Hirsch (1899–1941)
- Frieda Holland (1893–1980)
- Robert Holland (1916–1966)
- Willy Holland (1918–?)
- Artur Hübner (1899–1962)
- Hugo Huppert (1902–1982)
- Hans Kippenberger (1898–1937)
- Hans Knodt (1900–?)
- Wilhelm Knorin (1890–1938)
- Hermann Knüfken (1893–1976)
- Bernard Koenen (1889–1964)
- Paul Koschwitz (1903–1938)
- Willi Koska (1902–1943)
- Hugo Kruppa (1899–1984)
- Willi Kühne (1909–1938)
- Heinrich Kurella (1905–1937)
- Susanne Leonhard (1895–1984)
- Willy Leow (1887–1937)
- Max Levien (1885–1937)
- James Lewin (1887–1937)
- Kurt Liebknecht (1905–1994)
- Lorenz Lochthofen (1907–1989)
- Max Maddalena jun. (1917–1942); Sohn von Max Maddalena sen. (1895–1943)
- Erwin Marcusson (1899–1976)
- Rudolf Margies (1884–1937)
- Kurt Meyer (1888–1944); Ehemann von Gertrud Meyer (1898–1975)
- Willi Mielenz (1895–1942)
- Hermann Möller (1902–?)
- Otto Möller (1887–?)
- Heinrich Most (1904–1938)
- Rudolf Mühlberg (1898–?)
- Zenzl Mühsam (1884–1962)
- August Müller (1880–?)
- Karl Nebenführ (1900–1939)
- Carola Neher (1900–1942)
- Heinz Neumann (1902–1937)
- Kurt Nixdorf (1903–1937)
- Karl Oefelein (1909–1938)
- Maria Osten (1908–1942)
- Ernst Ottwalt (1901–1943)
- Max Pfeiffer (1896–?)
- Louis Rautenberg (1901–1981)
- Arnold Reisberg (1904–1980)
- Horst Reiter (1915–1938)
- Walter Reiter (1914–1938)
- Hermann Remmele (1880–1939) und Familienangehörige
- Trude Richter (1899–1989)
- Ewald Ripperger (1902–1938)[26]
- Paul Ritzmann (1901–1981)
- Alfred Rohde (1899–1937)
- Walter Rosenke (1902–1966)
- Leo Roth (1911–1937)
- Martha Ruben-Wolf (1887–1939)
- Otto Sannek (1894–1937)
- Fritz Sauer (1904–1938) und Familienangehörige
- Kurt Sauerland (1905–1938)
- Paul Schäfer (1894–1938)
- Eduard Schiemann (1885–1942)
- Bruno Schmidtsdorf (1908–1938)
- Karl Schmückle (1898–1938)
- Oswald Schneidratus (1881–1937)[27] und sein Sohn Werner Schneidratus (1908–2001)[28]
- Paul Scholze (1886–1938)
- Paul Schreier (1880–1937)
- Arno Schrickel (1909–1938)
- Fritz Schulte-Schweitzer (1890–1943)
- Nikolaus Seeholzer (1908–1938)
- Joseph Selbiger (1910–1941)
- Rudolf Senglaub (1911–1938)
- Horst Seydewitz (1915–1997); Sohn von Max Seydewitz (1892–1987)
- Frieda Siebenaicher (1908–2000)
- Hertmann Siebler (1901–1994)
- Gustav Sobottka jun. (1915–1940); Sohn von Gustav Sobottka sen. (1886–1953)
- Friedrich Stammberger (1908–1978)
- Manfred Stern (1896–1954)
- Josef Stromtschinski (1889–1938)
- Heinrich Süßkind (1895–1937)
- Hermann Taubenberger (1892–1937)
- Anna Tieke (1897–1938) und Familienangehörige
- Otto Unger (1893–1938)
- Ernst Weißenberg (1912–?)
- Grete Wilde (1904–?)
- Lothar Wolf (1882–1938)
- Walter Zobel (1896–1937)